# Mircea Anastasescu
Mircea Anastasescu, menționat și Mircea Anăstăsescu, (n. 18 martie 1931, București, România – d. decembrie 1987) a fost un canoist de sprint⁠(d) român care a concurat de la începutul anilor 1950 până la începutul anilor 1960. A câștigat două medalii la Campionatele Mondiale de canoe sprint ICF⁠(d): o medalie de argint (K-2 500 m: 1963⁠(d)) și una de bronz (K-1 500 m: 1954⁠(d)).
Anastasescu a concurat și la trei Jocuri Olimpice de vară, clasându-se cel mai bine pe locul 4 la proba K-2 1000 m la Melbourne in 1956.
A fost component al clubului sportiv Dinamo București și a deținut gradul de locotenent în Ministerul Afacerilor Interne (în 1954) și apoi pe cel de maior (în 1968).

## Distincții
- Medalia Muncii (14 mai 1954) „pentru rezultate valoroase obținute în activitatea sportivă”[4]
- Medalia Muncii (18 decembrie 1956) „pentru merite deosebite in pregătire și pentru rezultatele obținute la cea de a XVI-a ediție a jocurilor olimpice care au avut loc la Melbourne”[6]
- Ordinul „Meritul Sportiv” clasa a III-a (8 mai 1968) „pentru contribuția deosebită adusă la dezvoltarea mișcării de cultură fizică și sport și pentru merite deosebite în activitatea sportivă de performanță, cu prilejul împlinirii a 20 de ani de la înființarea Clubului sportiv «Dinamo»-București al Ministerului Afacerilor Interne”[5]